# Азизова, Хавяр Ягуб кызы
Хавяр Ягуб кызы Азизова (азерб. Xavər Yaqub qızı Əzizova; 10 августа 1915, Пришиб — 13 сентября 1976, там же) — советский азербайджанский табаковод, Герой Социалистического Труда (1950).

## Биография
Родилась 10 августа 1915 года в селе Пришиб Ленкоранского уезда Бакинской губернии (ныне город Гёйтепе Джалилабадского района Азербайджана).
В 1940—1975 годах колхозница, звеньевая, заведующая птицеводческой фермой колхоза «Бакинский рабочий», рабочая совхоза «Бакинский рабочий» Джалилабадского района Азербайджанской ССР. В 1949 году получила урожай табака сорта «Трапезонд» 25 центнеров на площади 3 гектара.
Указом Президиума Верховного Совета СССР от 17 августа 1950 года за получение высоких урожаев табака в 1949 году Азизовой Хавяр Ягуб кызы присвоено звание Героя Социалистического Труда с вручением ордена Ленина и золотой медали «Серп и Молот».
Скончалась 13 сентября 1976 года в городе Пришиб Джалилабадского района.